# Luna 6
Luna 6 (ryska: Луна-6) var en sovjetisk rymdsond i Lunaprogrammet. Den sköt upp den 8 juni 1965 med en Molnija-M 8K78M raket. Planen var att farkosten skulle göra en kontrollerad landning på månen.
Vid en kurskorrigering under resan mot månen, stängdes inte raketmotorn av automatiskt som planerat utan fortsatte att brinna tills bränslet tog slut. Detta gjorde att rymdsonden missade månen med 160 000 km, den 8 juni 1965. Då rymdsonen ändå skulle missa månen passade man på att simulera en landning på månen. Simuleringen ses som lyckad.

### Fotnoter
1. ↑  ”NASA Space Science Data Coordinated Archive” (på engelska). NASA. https://nssdc.gsfc.nasa.gov/nmc/spacecraft/display.action?id=1965-044A. Läst 25 mars 2020.